# Кривандинский район
Крива́ндинский райо́н — административно-территориальная единица в составе Московской области РСФСР, существовавшая в 1939—1956 годах.

## История
Кривандинский район образован 20 августа 1939 году из части Коробовского района Московской области и Алексино-Шатурского сельсовета Егорьевского района. Административным центром района стало село Кривандино.
В состав района вошли 4 рабочих посёлка и 15 сельсоветов:
- Рабочие посёлки: Мишеронский, Рошаль, Туголесский Бор, Черусти.
- Сельсоветы: Алексино-Туголесский, Алексино-Шатурский, Бордуковский, Гармонихинский, Горяновский, Дмитровский, Илкодинский, Кривандинский, Куриловский, Левинский, Лузгаринский, Маланьинский, Пустошинский, Селищенский, Семёновский.

21 августа 1939 года рабочему посёлку Рошаль присвоен статус города районного подчинения.
На 1 января 1940 года территория района составляла 1400 км².
6 мая 1941 года рабочий посёлок Туголесский Бор передан в Шатурскую пригородную зону.
На 1 января 1953 года в районе было 15 сельсоветов: Алексино-Туголесский, Алексино-Шатурский, Бордуковский, Гармониховский, Горяновский (центр — с. Курьяниха), Дмитровский, Илкодинский, Кривандинский, Куриловский, Левинский, Лузгаринский, Маланьинский, Пустошинский, Селищенский, Семёновский.
17 апреля 1954 года произведены очередные территориальные изменения:
- Упразднены Илкодинский (Илкодино и Мишуково), Куриловский (Курилово, Спиридово, Подболотье и Бажаново) и Селищенский сельсоветы (Борисово и Передел). Жителей населённых пунктов упразднённых сельсоветов переселили в село Власово Гармонихинского сельсовета и в деревню Дмитровку Дмитровского сельсовета Кривандинского района.
- Административный центр Гармонихинского сельсовета перенесён в село Власово, а сельсовет переименован в Власовский[8][9].

14 июня 1954 года упразднены 4 сельсовета:
- Территорию упразднённых Левинского и Горяновского сельсоветов передали в Лузгаринский сельсовет.
- Территорию упразднённого Маланьинского сельсовета передали в Семёновский сельсовет.
- Территорию упразднённого Дмитровского сельсовета передали в Бордуковский сельсовет[10][11].

В конце 1954 в Кривандинский район входил 1 город, 2 рабочих посёлка и 8 сельсоветов:
- Город: Рошаль.
- Рабочие посёлки: Мишеронский, Черусти.
- Сельсоветы: Алексино-Туголесский, Алексино-Шатурский, Бордуковский, Власовский, Кривандинский, Лузгаринский, Пустошинский, Семёновский.

11 октября 1956 года упразднён. Его территория была включена в состав вновь образованного Шатурского района.